# Macridiscus melanaegis
Macridiscus melanaegis is een tweekleppigensoort uit de familie van de Veneridae. De wetenschappelijke naam van de soort is voor het eerst geldig gepubliceerd in 1861 door Römer.